# Sauropus thesioides
Sauropus thesioides är en emblikaväxtart som först beskrevs av George Bentham, och fick sitt nu gällande namn av Airy Shaw. Sauropus thesioides ingår i släktet Sauropus och familjen emblikaväxter.
Artens utbredningsområde är Queensland. Inga underarter finns listade i Catalogue of Life.